# Plaquette voor natuurreservaten in Suriname
Er staat een plaquette voor natuurreservaten in Suriname op een sokkel op het erf voor de Stichting Natuurbehoud Suriname (STINASU) aan de Cornelis Jongbawstraat in Paramaribo in Suriname.
Het werd op 4 maart 1989 onthuld door president Ramsewak Shankar ter ondersteuning van het instellen van natuurreservaten in Suriname. Onder de aanwezigen bevonden zich vertegenwoordigers van 's Lands Bosbeheer, het Wereld Natuur Fonds, de Canadian Wildlife Service en de Western Hemisphere Shorebird Reserve Network (WHSRN). Op deze dag werden drie natuurgebieden opgenomen in de WHSRN, namelijk Wia Wia, de Coppenamemonding en Bigi Pan. Tijdens de gelegenheid hield minister Pretaap Radhakishun van Natuurlijke Hulpbronnen een toespraak waarin hij de opname van de drie gebieden verkondigde.
De plaquette werd 35 jaar later opgeknapt en op 19 april 2024 tijdens een speciale plechtigheid opnieuw onthuld.